# Pinang Jawa I
Pinang Jawa I is een bestuurslaag in het regentschap Kaur van de provincie Bengkulu, Indonesië. Pinang Jawa I telt 177 inwoners (volkstelling 2010).